# Fluorină
Fiind cunoscută și sub denumirea de fluorit, fluorina este un mineral din clasa halogenidelor, cu formula chimică CaF2. 

## Descriere
Este o fluorină de calciu, care cristalizează în sistemul cubic, fiecare ion de calciu fiind legat de 2 ioni de fluor. Fluorina are duritatea 4 pe scara de duritate Mohs, cu o varietate de culori mare, mai frecvent verde și violet. Culoarea mai închisă a cristalului provine din zăcămintele de uraniu, care determină și caracterul fluorescent la lumina ultravioletă.

## Răspândire
Fluorina se formează prin răcirea rocilor magmatice, asociate frecvent cu mineralele: Baritină, Cuarț, Topaz, Calcit, Galenă și Blendă. Mineralul apare în cantități mai mari ca parte componentă a rocilor vulcanice, granite, pegmatite. Cea mai mare mină de fluorit se află în rocile vulcanice din Las Cuevas, Mexic, urmată de China, India, Africa de Sud și SUA. „Blue John” este o mină de fluorit din Marea Britanie, locuri mai puțin însemnate se găsesc în Franța, Germania.

## Utilizare
- În industrie la producerea fluorului.
- În industria optică la producerea lentilelor, cristalele mai mari sunt produse artificial.
- Este o piatră prețioasă apreciată.

## Istoric
Mineralul era cunoscut încă din Grecia antică; denumirea germană de "Flussspat" ne arată folosirea lui în tehnologia metalelor. În anul 1824 mineralogul german Friedrich Mohs descoperă fluorina în lumină ultravioletă.